# Perdita pauxilla
Perdita pauxilla är en biart som beskrevs av Timberlake 1980. Perdita pauxilla ingår i släktet Perdita och familjen grävbin. Inga underarter finns listade i Catalogue of Life.